# Cup of China 2017
Cup of China 2017 – trzecie w kolejności zawody łyżwiarstwa figurowego z cyklu Grand Prix 2017/2018. Zawody odbywały się od 3 do 5 listopada 2017 roku w hali Capital Indoor Stadium w Pekinie.
Zwycięzcą wśród solistów został reprezentant Rosji Michaił Kolada, zaś wśród solistek jego rodaczka Alina Zagitowa. W konkurencji par sportowych triumfowali gospodarze Sui Wenjing i Han Cong. Natomiast wśród par tanecznych zwyciężyli Francuzi Gabriella Papadakis i Guillaume Cizeron.

## Wyniki

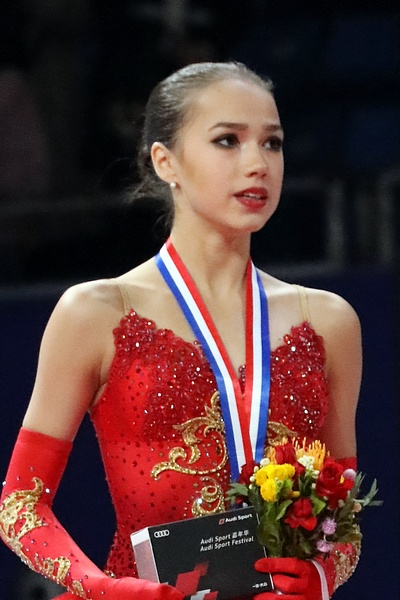
Zwyciężczyni w konkurencji solistek – Alina Zagitowa (RUS)

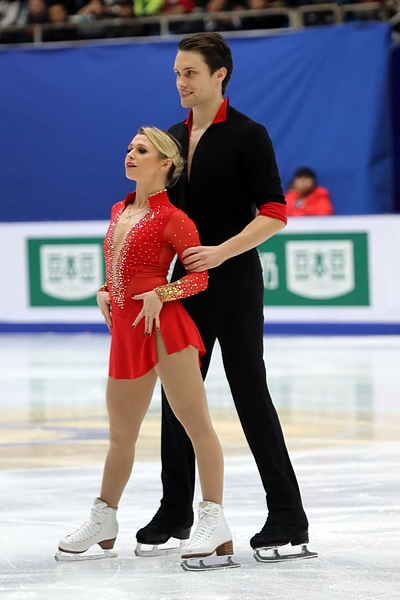
Zdobywcy 3. miejsca w parach sportowych – Kirsten Moore-Towers / Michael Marinaro (CAN)

### Soliści
| Poz. | Zawodnik          | Nota łączna | SP | SP     | FS | FS     |
| ---- | ----------------- | ----------- | -- | ------ | -- | ------ |
| 1    | Michaił Kolada    | 279,38      | 1  | 103,13 | 3  | 176,25 |
| 2    | Jin Boyang        | 264,48      | 2  | 93,89  | 5  | 170,59 |
| 3    | Max Aaron         | 259,69      | 5  | 83,11  | 1  | 176,58 |
| 4    | Vincent Zhou      | 256,66      | 8  | 80,23  | 2  | 176,43 |
| 5    | Yan Han           | 254,61      | 6  | 82,22  | 4  | 172,39 |
| 6    | Javier Fernández  | 253,06      | 3  | 90,57  | 6  | 162,49 |
| 7    | Keiji Tanaka      | 247,17      | 4  | 87,19  | 8  | 159,98 |
| 8    | Kevin Reynolds    | 226,50      | 10 | 64,40  | 7  | 162,10 |
| 9    | Grant Hochstein   | 216,44      | 7  | 80,55  | 9  | 135,89 |
| 10   | Alexander Majorov | 186,04      | 11 | 64,27  | 10 | 121,77 |
| 11   | Aleksandr Pietrow | 186,02      | 9  | 68,58  | 12 | 117,44 |
| 12   | Zhang He          | 167,58      | 12 | 46,99  | 11 | 120,59 |

### Solistki
| Poz. | Zawodniczka              | Nota łączna | SP | SP    | FS | FS     |
| ---- | ------------------------ | ----------- | -- | ----- | -- | ------ |
| 1    | Alina Zagitowa           | 213,88      | 4  | 69,44 | 1  | 144,44 |
| 2    | Wakaba Higuchi           | 212,52      | 2  | 70,53 | 2  | 141,99 |
| 3    | Jelena Radionowa         | 206,82      | 3  | 70,48 | 4  | 136,34 |
| 4    | Mai Mihara               | 206,07      | 7  | 66,90 | 3  | 139,17 |
| 5    | Marin Honda              | 198,32      | 6  | 66,90 | 5  | 131,42 |
| 6    | Gabrielle Daleman        | 196,83      | 1  | 70,65 | 7  | 126,18 |
| 7    | Jelizawieta Tuktamyszewa | 196,68      | 5  | 67,10 | 6  | 129,58 |
| 8    | Li Xiangning             | 174,82      | 8  | 59,20 | 8  | 115,62 |
| 9    | Choi Da-bin              | 165,99      | 9  | 53,90 | 9  | 112,09 |
| 10   | Amber Glenn              | 151,14      | 10 | 52,61 | 10 | 98,53  |
| 11   | Zhao Ziquan              | 144,71      | 11 | 50,39 | 11 | 94,32  |

### Pary sportowe
| Poz. | Zawodnicy                               | Nota łączna | SP | SP    | FS | FS     |
| ---- | --------------------------------------- | ----------- | -- | ----- | -- | ------ |
| 1    | Sui Wenjing / Han Cong                  | 231,07      | 1  | 80,14 | 1  | 150,93 |
| 2    | Yu Xiaoyu / Zhang Hao                   | 205,54      | 2  | 71,37 | 2  | 134,17 |
| 3    | Kirsten Moore-Towers / Michael Marinaro | 194,52      | 4  | 62,52 | 3  | 132,00 |
| 4    | Nicole Della Monica / Matteo Guarise    | 190,25      | 3  | 63,76 | 5  | 126,49 |
| 5    | Valentina Marchei / Ondřej Hotárek      | 188,01      | 5  | 59,53 | 4  | 128,48 |
| 6    | Ashley Cain / Timothy LeDuc             | 154,36      | 7  | 53,15 | 6  | 101,21 |
| 7    | Zhang Mingyang / Song Bowen             | 148,34      | 6  | 53,15 | 7  | 95,19  |

### Pary taneczne

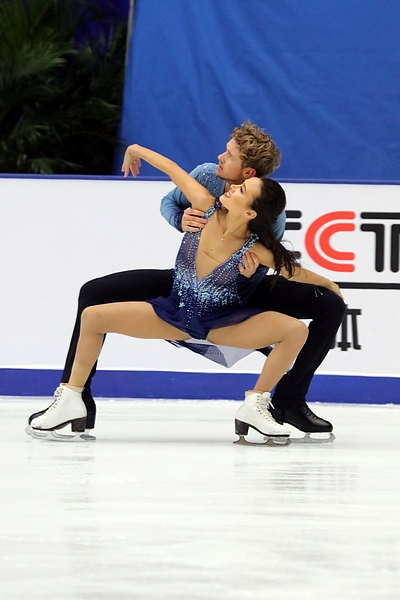
Srebrni medaliści w parach tanecznych Madison Chock / Evan Bates (USA) w tańcu dowolnym

| Poz. | Zawodnicy                               | Nota łączna | SD | SD    | FD | FD     |
| ---- | --------------------------------------- | ----------- | -- | ----- | -- | ------ |
| 1    | Gabriella Papadakis / Guillaume Cizeron | 200,43      | 1  | 81,10 | 1  | 119,33 |
| 2    | Madison Chock / Evan Bates              | 184,50      | 2  | 72,66 | 2  | 111,84 |
| 3    | Jekatierina Bobrowa / Dmitrij Sołowjow  | 182,84      | 3  | 72,34 | 3  | 110,50 |
| 4    | Tiffany Zahorski / Jonathan Guerreiro   | 164,41      | 4  | 67,62 | 4  | 96,79  |
| 5    | Lorraine McNamara / Quinn Carpenter     | 157,61      | 5  | 63,65 | 5  | 93,96  |
| 6    | Wang Shiyue / Liu Xinyu                 | 151,17      | 8  | 59,07 | 6  | 92,10  |
| 7    | Elliana Pogrebinsky / Alex Benoit       | 150,47      | 7  | 59,32 | 7  | 91,15  |
| 8    | Angélique Abachkina / Louis Thauron     | 144,90      | 6  | 59,91 | 8  | 84,99  |
| 9    | Chen Hong / Zhao Yan                    | 117,64      | 9  | 47,39 | 9  | 70,25  |
| 10   | Wang Xiaotong / Zhao Kaige              | 102,66      | 10 | 38,74 | 10 | 63,92  |